# 아만테아

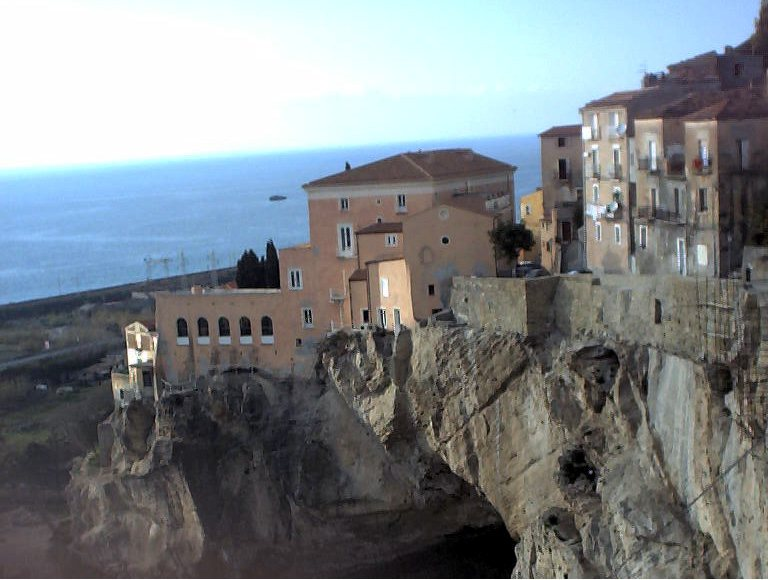
아만테아

아만테아(이탈리아어: Amantea)는 이탈리아 칼라브리아주 코센차도에 위치한 코무네로 면적은 28km2, 높이는 50m, 인구는 13,754명(2011년 12월 31일 기준), 인구 밀도는 490명/km2이다. 티레니아해 남부 연안과 접하고 있는 관광 명소이다.

## 같이 보기
- 이탈리아의 로마 가톨릭 교구 목록